# Estadio Republicano
El Estadio Republicano (en rumano: Stadionul Republican) fue un estadio multiusos en la República de Moldavia inaugurado en 1952. Con el tiempo, los clubes Zimbru Chisinau y Dacia Chisinau, así como Moldavia jugaron sus partidos de local. También albergó 17 finales de la Copa de Moldavia y dos finales de la Copa de Unión Soviética.
En 2007 fue demolido porque ya no cumplía con los criterios de la FIFA y la UEFA.
El Estadio Republicano fue demolido en el verano de 2007 por iniciativa del entonces primer ministro Vasile Tarlev, el cual subió personalmente a un tractor y demolió de manera demostrativa un muro improvisado. Entonces Tarlev declaró que se construiría un estadio moderno con 20 000 asientos, un enorme estacionamiento y un hotel en lugar del estadio. Según estimaciones, la construcción de un nuevo complejo deportivo costaría aproximadamente 100 millones de euros.

## Características
Estadio Republicano de Chisináu ocupaba un área de 10 000 metros cuadrados e incluía:
- Campo de fútbol.
- Pista de atletismo.
- Pabellón con gimnasios de lucha y halterofilia.
- Gimnasio hinchable (40x20 metros).
- Pista de atletismo (80x8 metros).

Debajo de las gradas del estadio republicano había:
- Centro médico y deportivo republicano.
- Salas de preparación física general.
- Vestidores.
- Estacionamiento de bicicletas.

Las gradas fueron diseñadas para 21 580 asientos. En el estadio se instalaron marcadores electrónicos (de 10x20 metros). Se instalaron varios mástiles de iluminación.

## Eventos
- 17 finales de la Copa de Moldavia
- 2 finales de la Copa de la Unión Soviética
- Primera eliminatoria mundialista de Moldavia (Francia 1998)

## Galería

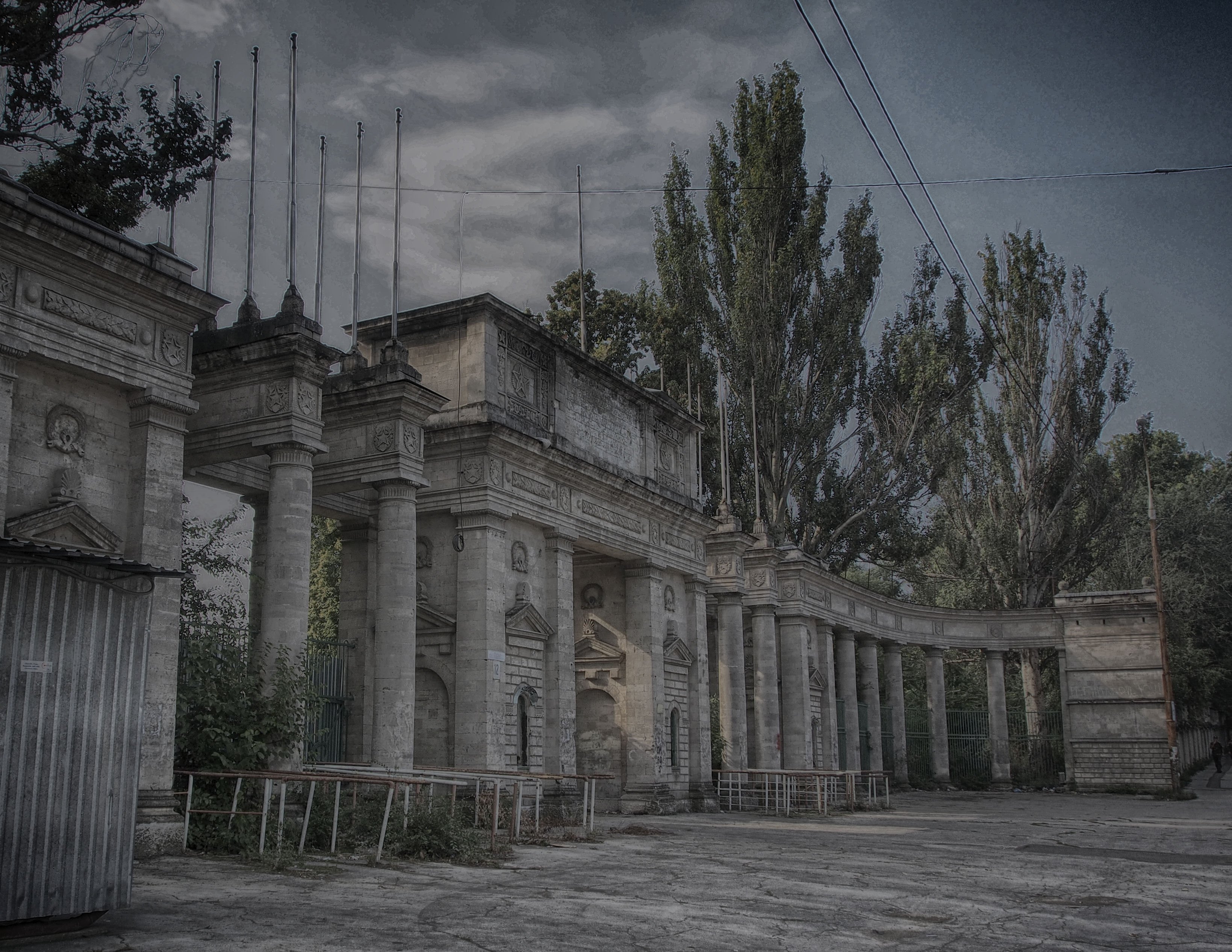
Entrada de las ruinas del estadio.
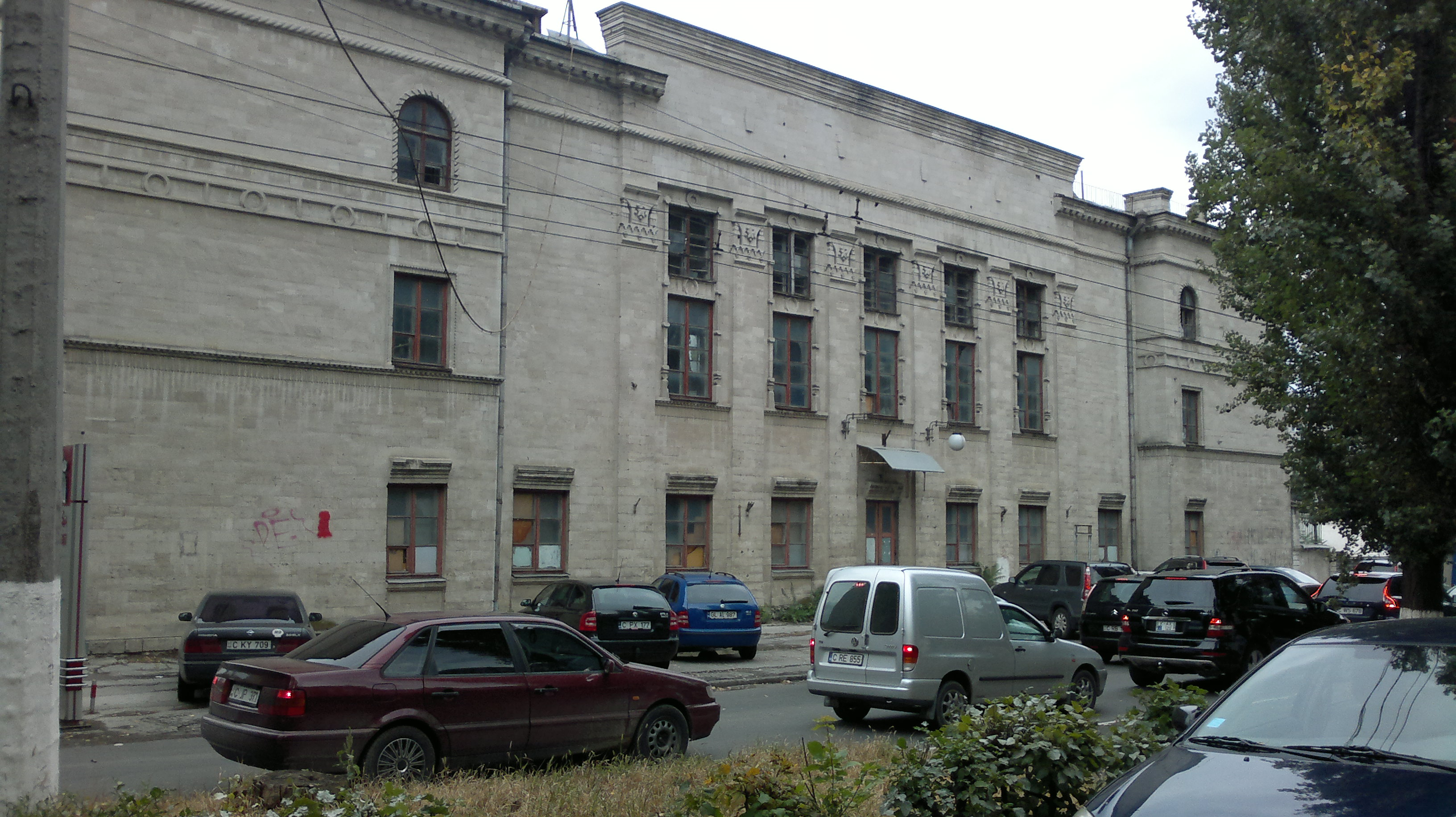
Edificio principal del Stadion Republican.